# Улански район
Улански район (на казахски: Ұлан ауданы) е съставна част на Източноказахстанска област, Казахстан, с обща площ 9722 км2 и население 38 589 души (по приблизителна оценка към 1 януари 2020 г.).
Административен център е Молодежни.